# Kaschin-Gletscher
Der Kaschin-Gletscher (bulgarisch ледник Къшин lednik Kaschin) ist ein 8 km langer und 2,7 km breiter Gletscher an der Fallières-Küste des Grahamlands im Norden der Antarktischen Halbinsel. Er liegt nördlich des Marwodol-Gletschers sowie ostsüdöstlich des Bader-Gletschers und fließt in nördlicher Richtung zwischen dem Shapkarev Buttress und den Rudozem Heights zum Bourgeois-Fjord, in den er südwestlich des Perutz-Gletschers einmündet.
Britische Wissenschaftler kartierten ihn 1978. Die bulgarische Kommission für Antarktische Geographische Namen benannte ihn 2016 nach der Ortschaft Kaschin im Norden Bulgariens.